# Бетті Кертіс
Бетті Кертіс (італ. Betty Curtis) (справжнє ім'я Роберта Корті (італ. Roberta Corti); 21 березня 1936 – 15 червня 2006) — італійська співачка.

## Біографія
Пісня «Аль ді-ля» в її виконанні з Лучано Тайолі виграла на пісенному фестивалі у Сан-Ремо 1961 року. Бетті Кертіс представляла Італію на Євробаченні у 1961 році.

## Дискографія

### Сингли
- 1958 Con tutto il cuore
- 1958 La pioggia cadrà
- 1959 Nessuno
- 1959 Una marcia in fa
- 1959 Buondì
- 1960 Non sei felice
- 1960 Il mio uomo
- 1961 Al di là
- 1961 Pollo e champagne
- 1961 Aiutami a piangere
- 1961 Midi Midinette
- 1961 Ci vogliono i mariti
- 1961 Neve al chiaro di luna
- 1962 Buongiorno amore
- 1962 Stasera piove
- 1962 Soldi soldi soldi
- 1962 Tango del mare
- 1962 Chariot
- 1963 Wini, wini
- 1964 La casa più bella del mondo
- 1964 Scegli me o il resto del mondo
- 1965 Invece no
- 1966 Le porte dell`amore
- 1967 È più forte di me
- 1967 Guantanamera
- 1967 Povero Enrico
- 1969 Gelosia